# Курганский округ
Курганский округ — административно-территортальная единица в составе Уральской области РСФСР, существовавшая в 1923—1930 годах, и в составе Тобольской губернии Западно-Сибирского генерал-губернаторства в 1822—1882 годах. Административный центр — город Курган.

## Образование и изменение территории
Образован постановлениями ВЦИК от 3 и 12 ноября 1923 года в составе территории бывших Курганского уезда Челябинской губернии полностью, Мокроусовской волости Ялуторовского уезда Тюменской губернии, волостей Звериноголовской, Каминской, Куртамышской и Кипельской, и территории упразднённых волостей Березовской и Костылевской Челябинского (ранее Куртамышского) уезда Челябинской губернии.
Постановлением Президиума Уралоблисполкома от 27 февраля 1924 года из Шадринского округа в Чашинский район Курганского округа передана территория Житниковской волости; из Челябинского округа в образуемый Юргамышский район Курганского округа передана территория Кислянской, Малобеловодской и Таловской волостей.
Постановлением Шадринского окрисполкома от 13 сентября 1924 года из Каргапольского района Шадринского округа в Чашинский район Курганского округа передан Новоникольский сельсовет.
Постановлением Президиума Уралоблисполкома от 31 декабря 1925 года из Емуртлинского района Тюменского округа в Марайский район Курганского округа переданы Верхнесуерский, Крутихинский, Ошурковский, Просековский и Середкинский сельсоветы.
Постановлением Президиума Уралоблисполкома от 15 сентября 1926 года из Долгоского района Челябинского округа в Куртамышский район Курганского округа передан Костылевский сельсовет; из Речкаловского сельсовета Мишкинского района Челябинского округа в Юргамышский район Курганского округа переданы деревни Алексеевка и Быдина с организацией Быдинского сельсовета.
Постановлением ВЦИК от 20 апреля 1930 года Долговский район Челябинского округа упразднён. Черноборский сельсовет передан в Звериноголовский район Курганского округа; Белоноговский, Долговский, Жуковский, Косулинский, Кузьминовский, Пепелинский, Рыбновский и Чистовский сельсоветы переданы в Куртамышский район Курганского округа; остальные сельсоветы переданы в Мишкинский и Усть-Уйский районы Челябинского округа.

## Административное деление
Курганский округ делился на 15 районов, из которых 14 образованы на основании постановлений ВЦИК от 3 и 12 ноября 1923 года: Белозерский, Варгашинский, Звериноголовский, Куртамышский, Лебяжьевский, Лопатинский, Макушинский, Марайский, Мокроусовский, Половинский, Утятский, Чаусовский, Чашинский, Чернавский. Юргамышский район образован постановлением Президиума Уралоблисполкома от 27 февраля 1924 года и 4 ноября 1926 постановлением ВЦИК утверждён.
В период между 27 февраля и 2 июня 1924 года из Юргамышского района в Куртамышский район передан Масловский сельсовет.
Постановлением Президиума Уралоблисполкома от 31 декабря 1925 года из Варгашинского района в Лебяжьевский район передан Моховской сельсовет и переименован в Моховской-2, Моховской сельсовет Лебяжьевского района переименован в Моховской-1; из Лебяжьевского района в Варгашинский район передан Песьянский сельсовет и переименован в Старопесьянский; из Макушинского района в Лебяжьевский передан Прудо-Островинский сельсовет; из Марайского района в Белозерский район переданы Петуховский и Романовский сельсоветы.
Постановлением Президиума Уралоблисполкома от 15 сентября 1926 года Чаусовский район был переименован в Курганский, а Чернавский — в Глядянский.
Постановлением ВЦИК от 4 ноября 1926 года в составе Курганского округа Уральской области утверждены Глядянский, Курганский и Юргамышский районы.

## Упразднение
Постановлением ЦИК и СНК СССР от 23 июля 1930 года Курганский округ, как и большинство остальных округов СССР, был упразднён с 1 октября 1930 года. Его районы отошли в прямое подчинение Уральской области.

## Население
По переписи 1926 года на территории округа проживало 493,5 тыс. чел., в том числе: русские — 97,7 %; украинцы — 1,0 %.